# Моє велике грецьке весілля 3
«Моє велике грецьке весілля 3» (англ. My Big Fat Greek Wedding 3) — американська романтична кінокомедія 2023 року, знята режисеркою та виконавицею головної ролі Ніа Вардалос за власним сценарієм. Є продовженням фільмів «Моє велике грецьке весілля» (2002) та «Моє велике грецьке весілля 2» (2016). У третій частині франшизи зіграли Вардалос, Джон Корбетт, Луїс Менділор, Елена Кампуріс, Джіа Карідес, Джої Фатоун, Лейні Казан і Андреа Мартін. Це перша робота, в якій не знялися Майкл Константін (актор помер у 2021 році), Бесс Мейслер (акторці понад 100 років) та Ієн Гомес (розлучився з Вардалос у 2018). Зйомки проходили в Афінах, Греція, з червня по серпень 2022 року.
Фільм отримав загалом негативні відгуки критиків і зібрав у прокаті близько 39 мільйонів доларів.

## Синопсис
У третій частині, після смерті Гаса Портокаласа, велика родина Тули вирушає до Греції, де намагається знайти друзів дитинства патріарха сімейства та для возз'єднання сім'ї. Але на історичній батьківщині відкривається багато таємниць минулого і сьогодення членів родини.

## Акторський склад
- Ніа Вардалос — Тула (Фотоула) Портокалос
- Джон Корбетт — Ієн Міллер
- Луїс Менділор — Нік Портокалос
- Елена Кампуріс — Періс Міллер
- Лейні Казан — Марія Портокалос
- Андреа Мартін — Тея Вула
- Джіа Карідес — кузина Ніккі
- Джої Фатоун — кузен Анджело
- Марія Вакраціс — Тея Фрейда
- Еліас Какавас — Аристотель
- Меліна Коцелоу — Вікторі
- Анті Андреопулу — Александра
- Алексіс Георгуліс — Пітер
- Джанніс Василоттос — Крістос
- Стефані Нур — Камар
- Джеррі Мендічіно — дядько Такі
- Ставрула Логотетіс — Афіна Портокалос
- Кетрін Гаґґіс — Маріанті
- Джейн Іствуд — місис Вайт
- Кетрін Грінвуд — Мардж
- Танніс Бернетт — Еді

## Виробництво

### Розробка
Наприкінці червня 2016 року Ніа Вардалос натякнула на можливість третього фільму франшизи «Моє велике грецьке весілля», сказавши, що у неї є ідея щодо сюжету, хоча сценарій ще не був зроблений. У квітні 2021 року повідомлялося, що третя частина розробляється як незалежний фільм за сценарієм Вардалос, яка також зіграє в головній ролі. Через незалежне кіновиробництво, на тлі пандемії COVID-19, студія не змогла отримати страховку, щоб розпочати зйомки у 2021 році. У жовтні 2021 року Вардалос підтвердила, що сценарій для третього фільму завершено і він включатиме ще одне грецьке весілля. У червні 2022 року стало відомо, що Вардалос буде режисеркою третього фільму.

### Зйомки
Основні зйомки розпочалися в Афінах, Греція, 22 червня 2022 року. Значна частина фільму була знята на Корфу з 5 липня по 3 серпня 2022 року. 10 серпня 2022 року зйомки офіційно завершилися.

## Випуск
«Моє велике грецьке весілля 3» випущене компанією Focus Features у Сполучених Штатах 8 вересня 2023 року. На цифрових платформах фільм вийшов 26 вересня 2023 року, через три тижні після показу в кінотеатрах. 31 жовтня 2023 року фільм випущений на Blu-ray і DVD.
В Україні прокат фільму здійснювала B&H Film Distribution Company. Прем'єра — 7 вересня 2023 року.

## Сприйняття

### Касові збори
Станом на 31 жовтня 2023 року «Моє велике грецьке весілля 3» зібрало 28,5 мільйонів доларів у Сполучених Штатах і Канаді та 10,6 мільйона доларів на інших територіях, що становить у всьому світі 39,1 мільйона доларів.

### Відгуки критиків
На вебсайті агрегатора рецензій Rotten Tomatoes 20 % із 94 відгуків критиків є позитивними із середньою оцінкою 4,4/10. Консенсус вебсайту говорить: «Привітний і сонячний, але часто нецікавий, [фільм] „Моє велике грецьке весілля 3“ повторює багато з того, що подобалося глядачам уперше, але страждає від зменшення віддачі». Metacritic, який використовує середньозважену оцінку, поставив фільму 35 зі 100 на основі 26 критиків, вказуючи на «загалом несприятливі» рецензії. Аудиторія, опитана CinemaScore, поставила фільму середню оцінку «B» за шкалою від A+ до F, тоді як опитані PostTrak дали йому 73-відсоткову загальну позитивну оцінку, при цьому 55 % сказали, що вони однозначно рекомендують фільм.

### Нагороди та номінації
| Рік  | Організація                  | Нагорода                  | Категорія                                                      | Нагороджений                          | Результат |
| ---- | ---------------------------- | ------------------------- | -------------------------------------------------------------- | ------------------------------------- | --------- |
| 2024 | Альянс жінок-кіножурналістів | EDA Special Mention Award | «Вона заслуговує на нового агента»                             | Ніа Вардалос                          | Номінація |
| 2024 | Гільдія музичних керівників  | GMS Award                 | Найкраще музичне керівництво у фільмі з бюджетом понад $25 млн | Дева Андерсон та Рейчел Лаутценхайсер | Номінація |
| 2024 | ReFrame                      | ReFrame Stamp             | Фільм                                                          | «Моє велике грецьке весілля 3»        | Перемога  |